# Загорбы
Загорбы (укр. Загорби) — село в Мостисской городской общине Яворовского района Львовской области Украины.
Население по переписи 2001 года составляло 293 человека. Занимает площадь 0,102 км². Почтовый индекс — 81310. Телефонный код — 3234.